# فارس بويز
فارس بويز (15 يناير 1955 -)، سياسي لبناني. بدأ دوره السياسي بالظهور من بعد اتفاق الطائف حيث شارك بالحكومات اللبنانية المتعاقبة، كما عين نائبًا في مجلس النواب اللبناني بعد زياده عدد مقاعد النواب حسب نص اتفاق الطائف، كما إنه كان نائب بالبرلمان منذ عام 1992 حتى 2005 عندما رفض الترشح للانتخابات النيابية بسبب الظروف التي رافقت عملية الانتخاب، بينما لم يوفق بالنجاح بدورة عام 2009.

## حياته العلمية والعملية
- بعام 1977 حصل على إجازة في الحقوق من جامعة القديس يوسف في لبنان، وبعام 1978 حصل على التخصص من «جامعة جان مولان» في ليون بفرنسا وذلك في قانون الشركات والقانون الدولي.
- في عامي 1989 و1990 عين ممثلاً شخصيًا لرئيس الجمهورية إلياس الهراوي إلى كل من فرنسا وسوريا والفاتيكان.
- تولى مسئولية الملف اللبناني في مفاوضات السلام في الشرق الأوسط وذلك بالفترة ما بين 1990 و1998.
- تولى عضوية في المجلس النيابي لأكثر من دورة، حيث عين نائبًا بعام 1991 عن المقعد الماروني في كسروان، بينما انتخب عن مقعد الموارنة في دائرة جبل لبنان الأولى بعام 1992، وأعيد انتخابة في انتخابات عام 1996 و2000، بينما لم يترشح لانتخابات 2005، وترشح لانتخابات عام 2009 عن دائرة كسروان ولم يستطع تحقيق النجاح.
- شارك بمجلس الوزراء لأكثر من مره:
  - في 24 ديسمبر 1990 عين وزيرًا للخارجية والمغتربين، واستمر بالمتصب حتى 16 مايو 1992 وذلك في حكومة الرئيس عمر كرامي في عهد الرئيس إلياس الهراوي.
  - من 16 مايو 1992 ولغاية 16 سبتمبر 1992 أعيد تعينة وزيرًا للخارجية والمغتربين وذلك في حكومة الرئيس رشيد الصلح في عهد الرئيس إلياس الهراوي، وأعيد تعينة بنفس المنصب في في حكومة الرئيس رفيق الحريري في عهد الرئيس إلياس الهراوي وذلك من 31 أكتوبر 1992 ولغاية 25 مايو 1995 والذي فيه تم تعينة مرة أخرى وزيرًا للخارجية والمغتربين وذلك حكومة الرئيس رفيق الحريري الثانية بعهد الرئيس إلياس الهراوي، وبتاريخ 7 نوفمبر 1996 عين وزيرًا للخارجية وذلك حتى 4 ديسمبر 1998 وذلك في حكومة الرئيس رفيق الحريري في عهد الرئيس إلياس الهراوي.
  - في 17 أبريل 2003 عين وزيرًا للبيئة وذلك في في حكومة الرئيس رفيق الحريري في عهد الرئيس إميل لحود ولذلك لغاية 9 سبتمبر 2004 عندما استقال من الحكومة بسبب رفضه لتعديل الدستور لإعاده انتخاب الرئيس إميل لحود رئيسًا لفترة رئاسية ثانية مدتها ثلاث سنوات.
- يعمل حاليًا محام بالاستئناف العام في لبنان.

## حياته الأسرية
متزوج من زلفا إلياس الهراوي (لكنهما تطلقا) ابنة الرئيس إلياس الهراوي، ولهما أربعة أبناء.